# Coupe du monde de plongeon
La Coupe du monde de plongeon (officiellement « FINA Diving World Cup ») est une compétition internationale de plongeon organisée par la Fédération internationale de natation depuis 1979 se déroulant habituellement tous les 2 ans.

## Palmarès masculin
| Année | Lieu           | Tremplin à 1 m      | Tremplin à 3 m           | Haut vol 10 m          | Plongeon synchronisé tremplin 3 m          | Plongeon synchronisé haut vol 10 m   |
| ----- | -------------- | ------------------- | ------------------------ | ---------------------- | ------------------------------------------ | ------------------------------------ |
| 1979  | Woodlands      | N/A                 | Christopher Snode (GBR)  | Gregory Louganis (USA) | N/A                                        | N/A                                  |
| 1981  | Mexico         | N/A                 | Carlos Giron (MEX)       | Ping Li Hong (CHN)     | N/A                                        | N/A                                  |
| 1983  | Woodlands      | N/A                 | Gregory Louganis (USA)   | Gregory Louganis (USA) | N/A                                        | N/A                                  |
| 1985  | Shanghai       | N/A                 | Liangde Tian (CHN)       | Li Kongzheng (CHN)     | N/A                                        | N/A                                  |
| 1987  | Amersfoort     | N/A                 | Gregory Louganis (USA)   | Bruce Kimball (USA)    | N/A                                        | N/A                                  |
| 1989  | Indianapolis   | Mark Lenzi (USA)    | Tang (CHN)               | Ni Xiong (CHN)         | N/A                                        | N/A                                  |
| 1991  | Winnipeg       | Wang Yijie (CHN)    | Mark Lenzi (USA)         | Shuwei Sun (CHN)       | N/A                                        | N/A                                  |
| 1993  | Pékin          | Lan Wei (CHN)       | Yu Zhuocheng (CHN)       | Ni Xiong (CHN)         | N/A                                        | N/A                                  |
| 1995  | Atlanta        | Yu Zhuocheng (CHN)  | Dmitri Sautin (RUS)      | Shuwei Sun (CHN)       | Brian Earley (USA) Kevin McMahon (USA)     | Xiao Hailiang (CHN) Tian Liang (CHN) |
| 1997  | Mexico         | Ben Liu (CHN)       | Dmitri Sautin (RUS)      | Dmitri Sautin (RUS)    | Ming Gong (CHN) Hao Xu (CHN)               | Chengwei Li (CHN) Qiang Huang (CHN)  |
| 1999  | Wellington     | Zhou Yilin (CHN)    | Fernando Platas (MEX)    | Tian Liang (USA)       | Yu Zhuocheng (CHN) Xiao Hailiang (CHN)     | Tian Liang (CHN) Shuwei Sun (CHN)    |
| 2000  | Sydney         | Wang Tianling (CHN) | Dmitri Sautin (RUS)      | Tian Liang (USA)       | Xiong Ni (CHN) Xiao Hailiang (CHN)         | Tian Liang (CHN) Quiang Huang (CHN)  |
| 2002  | Séville        | Xu Xiang (CHN)      | Dmitri Sautin (RUS)      | Tian Liang (USA)       | Wang Tianling (CHN) Wang Feng (CHN)        | Tian Liang (CHN) Tong Luo Yu (CHN)   |
| 2004  | Athènes        | N/A                 | Alexandre Despatie (CAN) | Tian Liang (USA)       | Peng Bo (CHN) Wang Kenan (CHN)             | Tian Liang (CHN) Yang Jinghui (CHN)  |
| 2006  | Changshu       | He Chong (CHN)      | Qin Kai (CHN)            | Zhou Luxin (CHN)       | Wang Feng (CHN) He Chong (CHN)             | Huo Liang (CHN) Lin Yue (CHN)        |
| 2008  | Pékin          | N/A                 | He Chong (CHN)           | Sascha Klein (GER)     | Wang Feng (CHN) Qin Kai (CHN)              | Huo Liang (CHN) Lin Yue (CHN)        |
| 2010  | Changzhou      | N/A                 | He Chong (CHN)           | Matthew Mitcham (AUS)  | Qin Kai (CHN) Luo Yutong (CHN)             | Cao Yuan (CHN) Zhang Yanquan (CHN)   |
| 2012  | Londres        | N/A                 | He Chong (CHN)           | Qiu Bo (CHN)           | Qin Kai (CHN) Luo Yutong (CHN)             | Cao Yuan (CHN) Zhang Yanquan (CHN)   |
| 2014  | Shanghai       | N/A                 | He Chong (CHN)           | Yang Jian (CHN)        | Lin Yue (CHN) Cao Yuan (CHN)               | Lin Yue (CHN) Cao Yuan (CHN)         |
| 2016  | Rio de Janeiro | N/A                 | Rommel Pacheco (MEX)     | Qiu Bo (CHN)           | Stephan Feck (GER) Patrick Hausding (GER)  | Chen Aisen (CHN) Lin Yue (CHN)       |
| 2018  | Wuhan          | N/A                 | Xie Siyi (CHN)           | Chen Aisen (CHN)       | Cao Yuan (CHN) Xie Siyi (CHN)              | Yang Hao (CHN) Chen Aisen (CHN)      |
| 2021  | Tokyo          | N/A                 | Martin Wolfram (GER)     | Tom Daley (GBR)        | Daniel Goodfellow (GBR) Jack Laugher (GBR) | Tom Daley (GBR) Matty Lee (GBR)      |

## Palmarès féminin
| Année | Lieu           | Tremplin à 1 m     | Tremplin à 3 m          | Haut vol 10 m           | Plongeon synchronisé tremplin 3 m       | Plongeon synchronisé haut vol 10 m       |
| ----- | -------------- | ------------------ | ----------------------- | ----------------------- | --------------------------------------- | ---------------------------------------- |
| 1979  | Woodlands      | N/A                | Valerie McFarlane (AUS) | Irina Kalinina (URS)    | N/A                                     | N/A                                      |
| 1981  | Mexico         | N/A                | Oin Shi Mei (CHN)       | Xia Chen Xiao (CHN)     | N/A                                     | N/A                                      |
| 1983  | Woodlands      | N/A                | Chun Peng Yuan (CHN)    | Xia Chen Xiao (CHN)     | N/A                                     | N/A                                      |
| 1985  | Shanghai       | N/A                | Xia Li Xiao (CHN)       | Michelle Mitchell (USA) | N/A                                     | N/A                                      |
| 1987  | Amersfoort     | N/A                | Gao Min (CHN)           | Xu Yanmei (CHN)         | N/A                                     | N/A                                      |
| 1989  | Indianapolis   | Gao Min (CHN)      | Gao Min (CHN)           | Wendy Williams (USA)    | N/A                                     | N/A                                      |
| 1991  | Winnipeg       | Xiaoling Yu (CHN)  | Brita Baldus (GER)      | Elena Miroshina (URS)   | N/A                                     | N/A                                      |
| 1993  | Pékin          | Shuping Tan (CHN)  | Shuping Tan (CHN)       | Bin Chi (CHN)           | N/A                                     | N/A                                      |
| 1995  | Atlanta        | Vera Ilyina (RUS)  | Mingxia Fu (CHN)        | Bin Chi (CHN)           | Guo Jingjing (CHN) Deng L. (CHN)        | Guo Jingjing (CHN) Wang Rui (CHN)        |
| 1997  | Mexico         | Zhang Jing (CHN)   | Eryn Bulmer (CAN)       | Myriam Boileau (CAN)    | Jing Zhang (CHN) Lei Shi (CHN)          | Bin Chi (CHN) Rui Wag (CHN)              |
| 1999  | Wellington     | Zhang Jing (CHN)   | Liang Xiaoqio (CHN)     | Sang Xue (CHN)          | Guo Jingjing (CHN) Lan Yang (CHN)       | Li Na (CHN) Sang Xue (CHN)               |
| 2000  | Sydney         | Irina Lashko (RUS) | Guo Jingjing (CHN)      | Li Na (CHN)             | Vera Ilyina (RUS) Yulia Pakhalina (RUS) | Li Na (CHN) Sang Xue (CHN)               |
| 2002  | Séville        | Guo Jingjing (CHN) | Guo Jingjing (CHN)      | Lao Lishi (CHN)         | Vera Ilyina (RUS) Yulia Pakhalina (RUS) | Lao Lishi (CHN) Li Ting (CHN)            |
| 2004  | Athènes        | N/A                | Yulia Pakhalina (RUS)   | Laura Wilkinson (USA)   | Wu Minxia (CHN) Guo Jingjing (CHN)      | Lao Lishi (CHN) Li Ting (CHN)            |
| 2006  | Changshu       | Guo Jingjing (CHN) | Wu Minxia (CHN)         | Jia Tong (CHN)          | Guo Jingjing (CHN) Li Ting (CHN)        | Jia Tong (CHN) Chen Ruolin (CHN)         |
| 2008  | Pékin          | N/A                | Wu Minxia (CHN)         | Chen Ruolin (CHN)       | Wu Minxia (CHN) Guo Jingjing (CHN)      | Wang Xin (CHN) Chen Ruolin (CHN)         |
| 2010  | Changzhou      | N/A                | He Zi (CHN)             | Hu Yadan (CHN)          | He Zi (CHN) Wu Minxia (CHN)             | Wang Hao (CHN) Chen Ruolin (CHN)         |
| 2012  | Londres        | N/A                | Wu Minxia (CHN)         | Chen Ruolin (CHN)       | He Zi (CHN) Wu Minxia (CHN)             | Wang Hao (CHN) Chen Ruolin (CHN)         |
| 2014  | Shanghai       | N/A                | Shi Tingmao (CHN)       | Huang Xiaohui (CHN)     | Wu Minxia (CHN) Shi Tingmao (CHN)       | Chen Ruolin (CHN) Liu Huixia (CHN)       |
| 2016  | Rio de Janeiro | N/A                | Shi Tingmao (CHN)       | Ren Qian (CHN)          | Wu Minxia (CHN) Shi Tingmao (CHN)       | Chen Ruolin (CHN) Liu Huixia (CHN)       |
| 2018  | Wuhan          | N/A                | Shi Tingmao (CHN)       | Zhang Jiaqi (CHN)       | Chang Yani (CHN) Shi Tingmao (CHN)      | Zhang Jiaqi (CHN) Zhang Minjie (CHN)     |
| 2021  | Tokyo          | N/A                | Chen Yiwen (CHN)        | Pandelela Rinong (MAS)  | Chang Yani (CHN) Chen Yiwen (CHN)       | Meaghan Benfeito (CAN) Caeli McKay (CAN) |

## Palmarès mixte
| Année | Lieu  | Plongeon synchronisé tremplin 3 m | Plongeon synchronisé haut vol 10 m | Par équipes                   |
| ----- | ----- | --------------------------------- | ---------------------------------- | ----------------------------- |
| 2018  | Wuhan | Li Zheng (CHN) Wang Han (CHN)     | Si Yajie (CHN) Lian Junjie (CHN)   | Qiu Bo (CHN) Chen Yiwen (CHN) |